# Jan Kratochvíl (generál)
Jan Mikuláš Kratochvíl (11. ledna 1889 Horní Radechová – 15. března 1975 Červený Kostelec) byl československý generál, účastník první světové války, ruské občanské války a druhé světové války. Během druhé světové války vedl 1. československý armádní sbor na východní frontě.

## Životopis
Narodil se do rodiny Jana Kratochvíla a jeho manželky Anny, rozené Pošepné. V roce 1907 maturoval na vyšší reálce v Náchodě. Pak absolvoval osm semestrů strojního oboru a dva semestry elektrotechniky vysoké školy technické, kde 11. května 1911 úspěšně složil 1. státní zkoušku. Během první světové války byl zajat v průběhu haličské bitvy. 18. června 1916 se přihlásil do československých legií a bojoval v bitvách u Zborova, Volosanky, Velkých Hájů a Tarnopole. Poté jako poručík absolvoval důstojnickou školu čs. vojska na Rusi a po jejím absolvování byl ustanoven velitelem 4. roty 2. čs. střeleckého pluku. S touto jednotkou prošel sibiřskou anabází. Domů se vrátil v hodnosti kapitána.
V armádě prvorepublikového Československa prošel několika funkcemi a s dobrými výsledky absolvoval kurz pro velitele vojskových těles a kurz pro vyšší velitele. V roce 1939 byl pověřen velením pěšího pluku 9 Karla Havlíčka Borovského ve slovenské Kremnici. V době okupace Československa nacistickým Německem, na začátku existence Protektorátu Čechy a Morava, se zapojil do ilegální odbojové organizace Obrana národa. Později odešel do Francie. Zde velel 1. pěšímu československému pluku. Ten pod jeho velením svedl obranné boje na řece Grand Morin nedaleko Coulommiers a na Loiře u města Gien. V obou případech nakonec Kratochvíl dostal rozkaz k ústupu.
V roce 1942 zavraždili nacisté v Osvětimi jeho manželku Vlastu, rozenou Müllerovou
Ve Velké Británii, kam byl evakuován po skončení bojů ve Francii, zastával několik funkcí ve štábu československých exilových ozbrojených sil, ale 15. ledna 1943 se stal velitelem Československé samostatné brigády ve Velké Británii.
Tuto funkci si však nepodržel dlouho, protože 20. března 1943 byl poslán do Sovětského svazu, kde převzal velení nad československým záložním plukem. Dne 25. července 1943 byl povýšen do hodnosti brigádního generála (s účinností zpětně k 28. říjnu 1938) a 18. května 1944 se stal velitelem 1. československého armádního sboru v SSSR. Během karpatsko-dukelské operace byl z této funkce 10. září 1944 neoprávněně odvolán sovětským maršálem Koněvem a nahrazen generálem Ludvíkem Svobodou. K tomu cituje slovenský historik Jozef Bystrický hodnocení čs. ministerstva národní obrany v Londýně, které uznalo důvody Koněvova rozhodnutí. Generál Kratochvíl byl následně komunistickou historiografií nepravdivě označován za neschopného kariéristu a viníka neúspěchu karpatsko-dukelské operace.
Po válce byl povýšen do hodnosti divizního generála a v červnu 1945 ustaven velitelem II. sboru v Hradci Králové. 2. prosince 1947 byl ze zdravotních důvodů odeslán na dovolenou a 1. dubna 1948 odešel do výslužby. V říjnu 1948 byl povýšen do hodnosti sborového generála ve výslužbě. Zbytek života strávil v Červeném Kostelci, kde 15. března 1975 zemřel. V roce 1991 byl vyznamenán Řádem Milana Rastislava Štefánika III. stupně in memoriam. U příležitosti čtyřicátého výročí úmrtí mu byla v roce 2015 v jeho rodném městě odhalena pamětní deska.

## Dílo
- Mé cesty válkou